# The Jerusalem Post
The Jerusalem Post és un diari israelià en anglès. També existeix una edició setmanal en francès.

## Història
El diari fou fundat l'1 de desembre de 1932 amb el nom de The Palestine Post per Gershon Agron. El diari donà suport al combat per una pàtria nacional jueva durant el protectorat britànic de Palestina oposant-se obertament a la política britànica sobre la restricció de la immigració jueva. Després de la independència d'Israel, el 1950, canvià el seu nom pel de The Jerusalem Post.
Durant dècades es posiciona en el centre-esquerra i dona suport al Partit Laborista fins al 1989 després de ser venut a Hollinger Inc., sota control del magnat conservador canadenc Conrad Black. The Jerusalem Post canvia de línia editorial i passa a recolzar a Likkud. Molts dels seus redactors dimitiren i fundaren el Jerusalem Report. Actualment, el punt de vista del diari sobre l'actualitat se situa en el centre-dreta, tot i que sempre s'hi poden trobar articles d'esquerra.
Econòmicament parlant el diari és proper al liberalisme. Entre altres coses per a reforma el sistema israelià, un estricte control de la despesa pública, la limitació d'ajudes socials, una reducció d'impostos i la instauració de lleis contra la creació de monopolis.
El Jerusalem Post és competidor del diari de centre-esquerra Haaretz que té també des dels anys 90 una edició en anglès. Igual que tots els diaris a Israel, el Jerusalem Post surt tots els dies excepte el dissabte (dia del Sàbat) i els dies de festa jueva. El seu actual redactor cap és Steve Linde.
El 16 de novembre de 2004, Hollinger vengué de nou el diari a una editorial de Tel-Aviv, Mirkaei Tikshoret Ltd.
El 2020, el diari digital israelià 972 Magazin va publicar una investigació de tres anys de durada on es revelava que el Ministeri d'Afers Estratègics israelià havia pagat grans quantitats a Jerusalem Post perquè publiqués contingut contra els moviments en defensa dels Drets Humans, incloent-hi una projecció d'un documental produït per aquest ministeri amb l'objectiu de desacreditar el moviment BDS.